# Бюжа (кантон)
Бюжа́ (фр. Bugeat) — кантон во Франции, находится в регионе Лимузен, департамент Коррез. Входит в состав округа Юссель.
Код INSEE кантона — 1907. Всего в кантон Бюжа входят 11 коммун, из них главной коммуной является Бюжа.

## Коммуны кантона
| Коммуна           | Население, чел. (2007) | Почтовый индекс | Код INSEE |
| ----------------- | ---------------------- | --------------- | --------- |
| Бонфон            | 131                    | 19170           | 19027     |
| Бюжа              | 926                    | 19170           | 19033     |
| Вьян              | 118                    | 19170           | 19284     |
| Грансень          | 47                     | 19300           | 19088     |
| Гурдон-Мюра       | 122                    | 19170           | 19087     |
| Лестар            | 110                    | 19170           | 19112     |
| Пероль-сюр-Везер  | 184                    | 19170           | 19160     |
| Прадин            | 103                    | 19170           | 19168     |
| Сен-Мер-лез-Уссин | 119                    | 19170           | 19226     |
| Тарнак            | 327                    | 19170           | 19265     |
| Туа-Вьян          | 31                     | 19170           | 19268     |

## Население
Население кантона на 2007 год составляло 2 218 человек.
| 1962  | 1968  | 1975  | 1982  | 1990  | 1999  | 2006  | 2007  |
| ----- | ----- | ----- | ----- | ----- | ----- | ----- | ----- |
| 2 644 | 3 321 | 3 014 | 2 709 | 2 542 | 2 295 | 2 235 | 2 218 |